# Бушмино (Тверська область)
Бушмино (рос. Бушмино) — присілок в Конаковському районі Тверської області Російської Федерації.
Населення становить 0 осіб. Входить до складу муніципального утворення Козловське сільське поселення.

## Історія
Від 2005 року входить до складу муніципального утворення Козловське сільське поселення.

## Населення
| 2008 | 2010 |
| ---- | ---- |
| 5    | ↘0   |